# Moisés Martins
Moisés Mendes Martins Junior (nascido em Campo Grande, Mato Grosso do Sul em 6 de agosto de 1941) é um escritor, poeta, cantor, compositor, odontólogo brasileiro, filho de Moisés Mendes Martins e Noêmia Evangelista Martins, casado com Dona Maria Capistrano Martins. Membro da Academia Mato-Grossense de Letras, é considerado um dos ícones do movimento chamado de cuiabania 

## Carreira Profissional
Exerceu os seguintes cargos:
- Primeiro presidente do Conselho Regional de Odontologia
- Secretário Municipal de Cultura ( Cuiabá )
- Diretor Científico da Associação Brasileira de Odontologia – Mato Grosso
- Secretário da Associação brasileira de odontologia secção Mato Grosso
- Professor da Escola Normal Pedro Celestino
- Professor do Colégio Evangélico de Buriti ( Chapada dos Guimarães )
- Presidente da Fundação Educacional de Buriti ( Chapada dos Guimarães )
- Ministrou aulas a convite na  UFMT- área de sanitarismo
- Implantou em Cuiabá o primeiro curso de Técnico de Higiene Dental
- Especializou-se em Ortopedia Maxilar na Argentina Buenos-Aires
- Vereador por Cuiabá ( sendo o único no Brasil a não aceitar o chamado Mandato Biônico )

## Obras Publicadas
- Fragmentos - 1980
- À sombra da Acácia - 1994
- A força da fala no dizer cuiabano - 1985
- A força da fala no dizer cuiabano;
- Dimensões - 1994;
- O Deus do Homem não é o Deus que é;
- Cuiabá de Trancas e Tramelas;
- Santuário Pantanal;
- Imprensa como tribuna - Crônicas;
- Tempo e Vento - Ensaios Poéticos;
- Pássaros - 1995;
- Corpo e Alma - 1995;
- Sonhos/poemas/fantasias - 1995;
- Do Cerrado Pantanal ao Cosmo um Passeio Poetico - 2008;
- Revendo e Reciclando a Cultura Cuiabana;
- Poemas na Frase - 1995.

## Discos Lançados
- Sentimento Cuiabano Volume I, II e III- Em parceria com o músico Benedito Donizete de Morais - Pescuma
- Sons, Tons, Serestas de Mato Grosso - Vol. I, II e III

## Poesia
| “ | Pixé Milho torradinho socado, Canela açucarada, A branca pura daquela gurizada Do tempo do Campo d'Ourique Quando a pandoga, o finca-finca O buscapé e o trique-trique Pintavam o céu com pingos de luz É tempo bom Que não volta mais, Só na lembrança de quem foi menino, E hoje é rapaz! Milho torrado bem socadinho Ah! que saudade do meu tempo de menino, Um dia ainda verei, eu tenho fé Meu neto, meu neto Com a boca toda sua de pixé! Moisés Martins | ” |

## Homenagens Recebidas
- Homenageado com o Diploma do Decênio- Conselho Federal de odontologia
- Homenageado com placa de prata Mérito Legislativo- Câmara Municipal de Cuiabá
- Homenageado placa de prata serviços legislativos-Câmara Municipal de Cubatão São Paulo